# 消防士長

消防士長の階級章

消防士長（しょうぼうしちょう）は、日本の消防吏員の階級の一つ。上から8番目。消防司令補の下、消防士（消防副士長）の上。

## 概要
消防士長の階級は、消防組織法第十六条第二項の規定に基づき、上位に消防総監、消防司監、消防正監、消防監、消防司令長、消防司令、消防司令補、下位に消防士と定められている。
この階級を有する者は、全国にいる消防吏員約16万人のうち、約25%である（2016年（平成28年）4月1日現在）。

### 消防副士長の階級
消防副士長の階級は、必要に応じて「消防士」の階級を区分する際に用いられる階級（警察官で言うところの巡査長）であり、正式には「消防士」の階級に含まれる。

## 階級の基準
【出典】
- 東京消防庁
  - 本部 - 副主任
  - 消防署 - 隊員、係員
- 政令指定都市の消防部局
  - 本部 - 副主任
  - 消防署 - 隊員、係員
- 人口70万人以上の市町村の消防部局
  - 本部 - 副主任
  - 消防署 - 隊員、係員
- 消防吏員数200人以上又は人口30万人以上の市町村の消防部局
  - 本部 - 主任
  - 消防署 - 隊員、主任
- 消防吏員数100人以上又は人口10万人以上の市町村の消防部局
  - 本部 - 主査
  - 消防署 - 小隊長、主査
- 消防吏員数100人未満かつ人口10万人未満の市町村の消防部局
  - 本部 - 係長、主査
  - 消防署 - 小隊長、係長、主査